# ترانه گریستن
ترانه گریستن (به انگلیسی: Crying Song) ترانه‌ای از گروه موسیقی پراگرسیو/سایکدلیک راک پینک فلوید است.
این قطعه بعنوان سومین ترانه در آلبوم موسیقی متن فیلم بیشتر آنها قرار دارد،آلبومی که در سال ۱۹۶۹ منتشر شد. ترانه‌سرای این آهنگ راجر واترز است.
آهنگ با ضربان کند جلو می‌رود و دیوید گیلمور خوانندگی و نوازندگی گیتار را عهده دارد. این قطعه هیچ‌گاه زنده اجرا نشد.

## دست‌اندرکاران
- دیوید گیلمور - گیتار، خواننده
- ریچارد رایت - ویبرافون
- راجر واترز - بیس
- نیک میسن - درام